# Manhay
Manhay (Waals: Manhé) is een plaats en gemeente in de Provincie Luxemburg in België. De gemeente telt ruim 3.700 inwoners. De gemeente ligt volledig in de Ardennen en zo'n 60% van het grondgebied is bedekt door bossen. Ongeveer 30% van de actieve bevolking werkt in de land- en bosbouw.

## Beschrijving

### Topografie en hydrografie
De hoogte binnen de gemeentegrenzen varieert van 180 meter bij Roche-à-Frêne tot 643 meter nabij de Baraque de Fraiture. Odeigne ligt op minder dan vier kilometer van de top van de Baraque de Fraiture en ligt relatief hoog, op een hoogte van ongeveer 530 meter. De (kleine) kern van Manhay ligt op een zadel (450 m), op de waterscheidingslijn tussen de stroomgebieden van de Ourthe en de Amblève. Ten westen van Manhay stroomt het water via de Amante naar de Ourthe; ten oosten van Manhay stroomt het water via de Chavanne en de Lienne naar de Amblève.
Malempré en Vaux-Chavanne, in het oosten van de gemeente, liggen beiden in het stroomgebied van de Lienne. Dochamps, Grandmenil, Harre en Odeigne liggen in het stroomgebied van de Ourthe. Hier stromen de rivieren voornamelijk naar het noordwesten. De helling waar deze afstromen vormt de noordwestelijke rand van de Ardennen, met een aanzienlijk hoogteverschil. Vanuit Pont d'Érezée (270 meter hoogte) vertrekken enkele wegen die deze rand van de Ardennen beklimmen. De N807 naar Manhay (450 m) en de N841 via de vallei van de Aisne en de Lue naar de waterscheiding ten zuiden van Dochamps (550 m).
De Aisne ontspringt in de gemeente op het plateau des Tailles (ten zuiden van Odeigne, in het zuidoosten van de gemeente). Hierna stroomt deze rivier de gemeente Érezée binnen. Zo'n zeven kilometer voor de Aisne in de Ourthe uitmondt, passeert deze nog kort door de gemeente Manhay bij Roche-à-Frêne, in het uiterste noordwesten van de gemeente.

### Bezienswaardigheden
- Tankmonument in Grandmenil
- Lijst van beschermd erfgoed in Manhay
- Tramway Touristique de l'Aisne

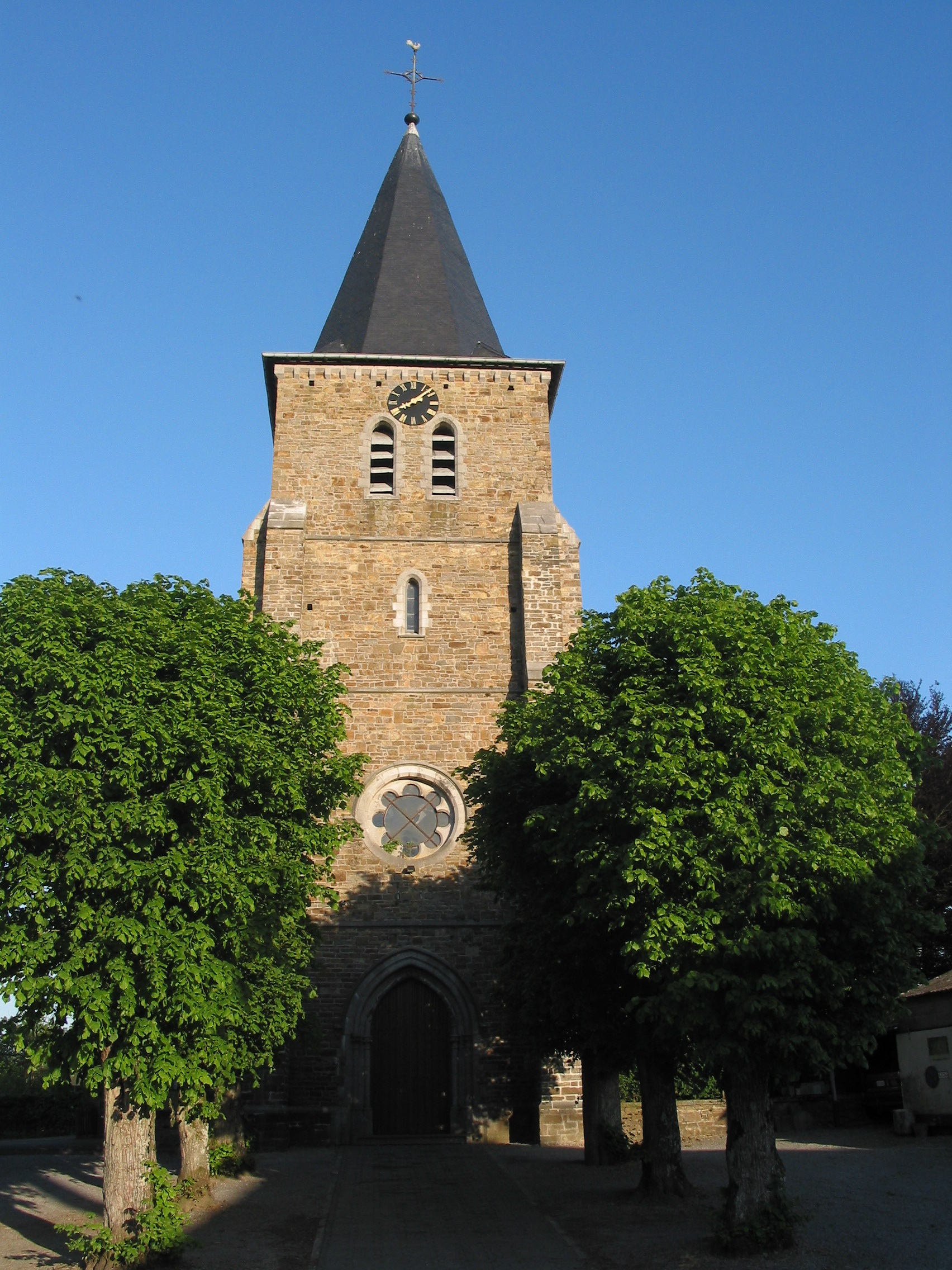
Kerk
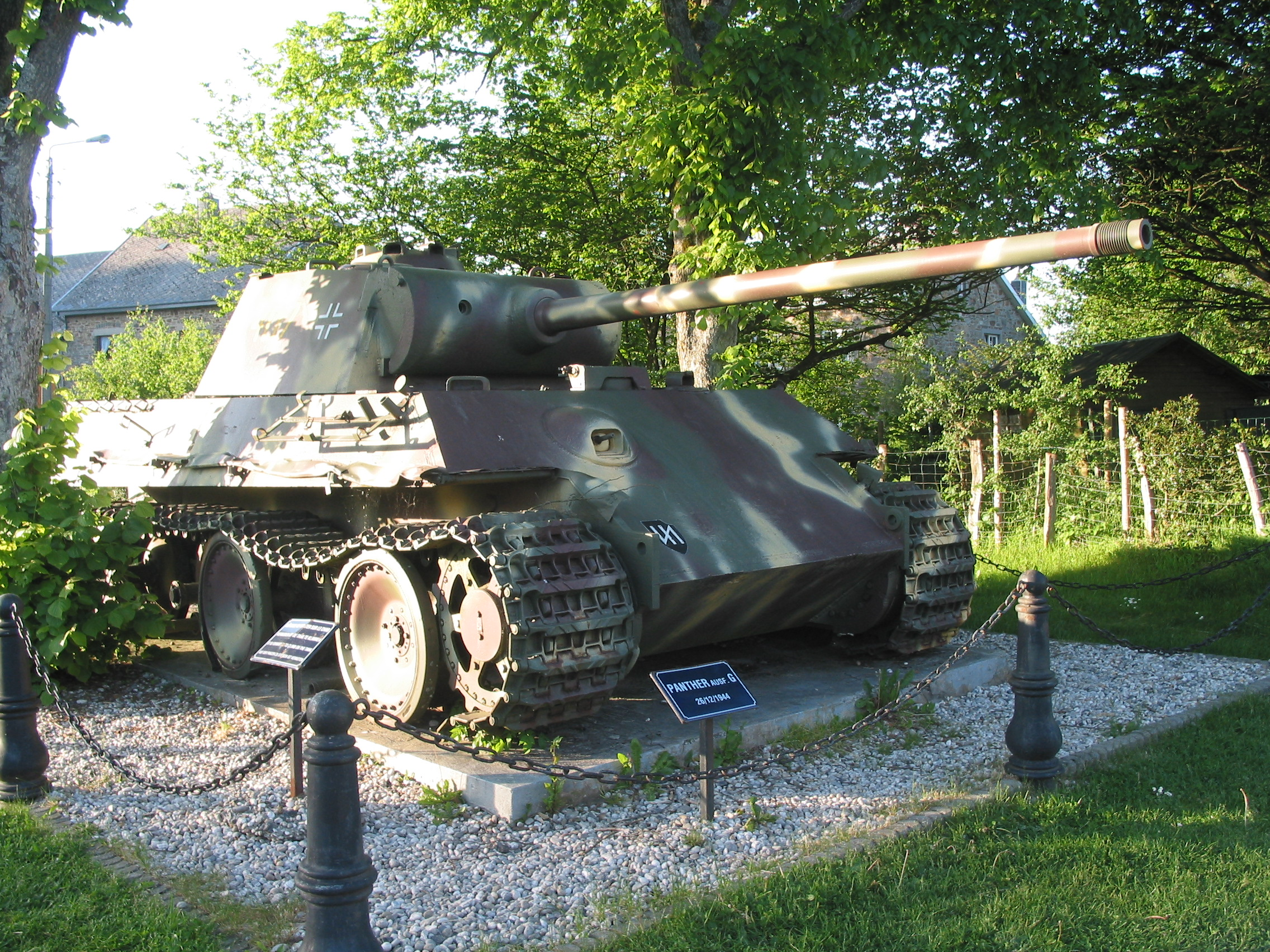
Tankmonument, restant van het Ardennenoffensief (1944)
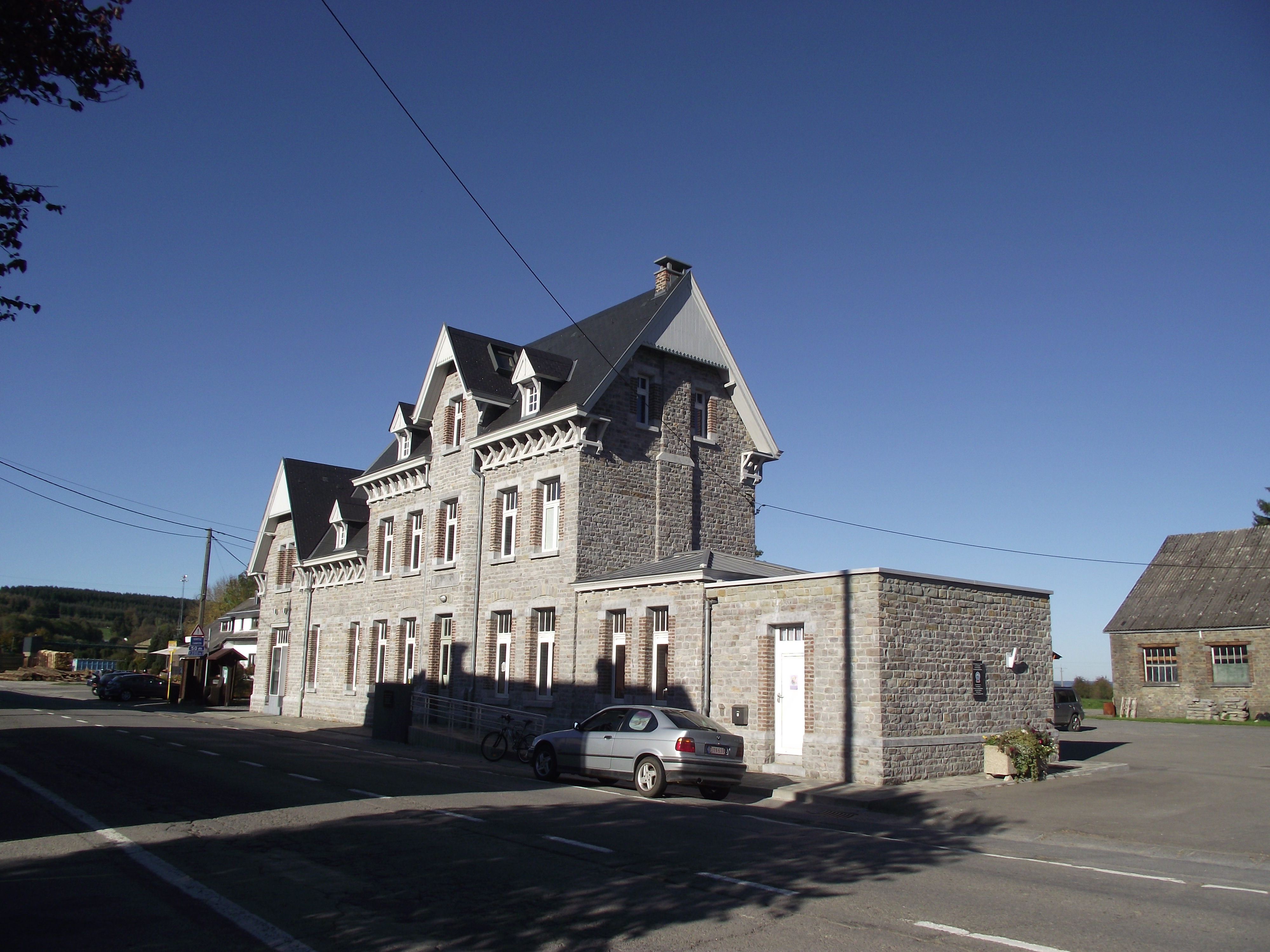
Het vroegere buurtspoorwegstation

## Kernen

### Deelgemeenten
| Naam          | Opp. (km²) | Inwoners (2020) | Inwoners per km² | NIS-code |
| ------------- | ---------- | --------------- | ---------------- | -------- |
| Grandmenil    | 32,86      | 787             | 24               | 83055A   |
| Harre         | 18,14      | 991             | 55               | 83055B   |
| Vaux-Chavanne | 15,08      | 599             | 40               | 83055C   |
| Malempré      | 10,92      | 317             | 29               | 83055D   |
| Odeigne       | 17,06      | 314             | 18               | 83055E   |
| Dochamps      | 26,00      | 563             | 22               | 83055F   |

### Overige kernen
- Manhay
- Roche-à-Frêne
- Fays
- Deux-Rys
- Oster.

Bij de vorming van de gemeente Grandmenil was Manhay nog een klein gehucht, waardoor de gemeente (later deelgemeente) naar Grandmenil werd genoemd. Bij de gemeentefusie van 1977 werd wel voor de naam Manhay gekozen.

## Demografische evolutie
Alle historische gegevens hebben betrekking op de huidige gemeente, inclusief deelgemeenten, zoals ontstaan na de fusie van 1 januari 1977.
- Bronnen:NIS, Opm:1831 tot en met 1981=volkstellingen; 1990 en later= inwonertal op 1 januari

| Inwoners van jaar tot jaar op 1 januari 1992 tot heden | Inwoners van jaar tot jaar op 1 januari 1992 tot heden | Inwoners van jaar tot jaar op 1 januari 1992 tot heden |
| jaar                                                   | Aantal                                                 | Evolutie: 1992=index 100                               |
| ------------------------------------------------------ | ------------------------------------------------------ | ------------------------------------------------------ |
| 1992                                                   | 2.714                                                  | 100,0                                                  |
| 1993                                                   | 2.724                                                  | 100,4                                                  |
| 1994                                                   | 2.771                                                  | 102,1                                                  |
| 1995                                                   | 2.820                                                  | 103,9                                                  |
| 1996                                                   | 2.846                                                  | 104,9                                                  |
| 1997                                                   | 2.860                                                  | 105,4                                                  |
| 1998                                                   | 2.865                                                  | 105,6                                                  |
| 1999                                                   | 2.894                                                  | 106,6                                                  |
| 2000                                                   | 2.885                                                  | 106,3                                                  |
| 2001                                                   | 2.934                                                  | 108,1                                                  |
| 2002                                                   | 2.984                                                  | 109,9                                                  |
| 2003                                                   | 3.032                                                  | 111,7                                                  |
| 2004                                                   | 3.074                                                  | 113,3                                                  |
| 2005                                                   | 3.131                                                  | 115,4                                                  |
| 2006                                                   | 3.195                                                  | 117,7                                                  |
| 2007                                                   | 3.185                                                  | 117,4                                                  |
| 2008                                                   | 3.226                                                  | 118,9                                                  |
| 2009                                                   | 3.301                                                  | 121,6                                                  |
| 2010                                                   | 3.278                                                  | 120,8                                                  |
| 2011                                                   | 3.299                                                  | 121,6                                                  |
| 2012                                                   | 3.313                                                  | 122,1                                                  |
| 2013                                                   | 3.277                                                  | 120,7                                                  |
| 2014                                                   | 3.293                                                  | 121,3                                                  |
| 2015                                                   | 3.374                                                  | 124,3                                                  |
| 2016                                                   | 3.380                                                  | 124,5                                                  |
| 2017                                                   | 3.424                                                  | 126,2                                                  |
| 2018                                                   | 3.463                                                  | 127,6                                                  |
| 2019                                                   | 3.556                                                  | 131,0                                                  |
| 2020                                                   | 3.571                                                  | 131,6                                                  |
| 2021                                                   | 3.607                                                  | 132,9                                                  |
| 2022                                                   | 3.650                                                  | 134,5                                                  |
| 2023                                                   | 3.703                                                  | 136,4                                                  |
| 2024                                                   | 3.715                                                  | 136,9                                                  |
| 2025                                                   | 3.762                                                  | 138,6                                                  |

## Politiek

### Resultaten gemeenteraadsverkiezingen sinds 1976
| Partij                              | 10-10-1976 | 10-10-1976 | 10-10-1982 | 10-10-1982 | 9-10-1988 | 9-10-1988 | 9-10-1994 | 9-10-1994 | 8-10-2000 | 8-10-2000 | 8-10-2006 | 8-10-2006 | 14-10-2012 | 14-10-2012 | 14-10-2018 | 14-10-2018 | 13-10-2024 | 13-10-2024 |
| Stemmen / Zetels                    | %          | 11         | %          | 11         | %         | 11        | %         | 11        | %         | 11        | %         | 13        | %          | 13         | %          | 13         | %          | 13         |
| ----------------------------------- | ---------- | ---------- | ---------- | ---------- | --------- | --------- | --------- | --------- | --------- | --------- | --------- | --------- | ---------- | ---------- | ---------- | ---------- | ---------- | ---------- |
| PS                                  | 5,67       | 0          | -          |            | -         |           | -         |           | -         |           | -         |           | -          |            | -          |            | -          |            |
| PSC1 / UD2 / V.E.3 / Construire4    | 23,681     | 2          | 36,342     | 4          | 50,512    | 6         | 42,562    | 5         | 46,843    | 5         | 39,014    | 5         | -          |            | -          |            | -          |            |
| ICRSC1 / RC2 / AVA3 / P.A.V.4 / EC5 | 43,981     | 6          | 35,61      | 4          | 49,492    | 5         | 47,243    | 6         | 53,164    | 6         | 60,995    | 8         | -          |            | -          |            | -          |            |
| Unicom1 / UPNV2                     | 26,671     | 3          | 28,052     | 3          | -         |           | -         |           | -         |           | -         |           | -          |            | -          |            | -          |            |
| MVM                                 | -          |            | -          |            | -         |           | 10,2      | 0         | -         |           | -         |           | -          |            | -          |            | -          |            |
| 7 avec Vous1 / Avec Vous2 / EAVA    | -          |            | -          |            | -         |           | -         |           | -         |           | -         |           | 33,961     | 5          | 55,242     | 7          | 73,57A     | 10         |
| Ensemble1/ EAVA                     | -          |            | -          |            | -         |           | -         |           | -         |           | -         |           | 50,311     | 7          | 44,761     | 6          | 73,57A     | 10         |
| Autrement !                         | -          |            | -          |            | -         |           | -         |           | -         |           | -         |           | 15,73      | 1          | -          |            | -          |            |
| O.R                                 | -          |            | -          |            | -         |           | -         |           | -         |           | -         |           | -          |            | -          |            | 26,43      | 3          |
| Totaal stemmen                      | 1731       | 1731       | 1801       | 1801       | 1918      | 1918      | 1943      | 1943      | 2031      | 2031      | 2273      | 2273      | 2371       | 2371       | 2580       | 2580       | 2590       | 2590       |
| Opkomst %                           |            |            |            |            | 95,95     | 95,95     | 96,19     | 96,19     | 95,67     | 95,67     | 96,89     | 96,89     | 94,76      | 94,76      | 95,31      | 95,31      | 90,88      | 90,88      |
| Blanco en ongeldig %                | 1,21       | 1,21       | 2,22       | 2,22       | 2,24      | 2,24      | 3,14      | 3,14      | 4,04      | 4,04      | 3,34      | 3,34      | 3,75       | 3,75       | 3,45       | 3,45       | 7,10       | 7,10       |

## Trivia
Op 25 april 2009 verscheen het vijfde album van de Belgische groep DAAN, genaamd Manhay. De zanger van de groep, Daan Stuyven, heeft er een buitenverblijf.